# Le Cabanial
Le Cabanial is een gemeente in het Franse departement Haute-Garonne (regio Occitanie) en telt 246 inwoners (1999). De plaats maakt deel uit van het arrondissement Toulouse.

## Geografie
De oppervlakte van Le Cabanial bedraagt 8,5 km², de bevolkingsdichtheid is 28,9 inwoners per km².
De onderstaande kaart toont de ligging van Le Cabanial met de belangrijkste infrastructuur en aangrenzende gemeenten.

## Demografie
Onderstaande figuur toont het verloop van het inwonertal (bron: INSEE-tellingen).